# La camera azzurra (film)
La camera azzurra (La chambre bleue) è un film francese del 2014 diretto e interpretato da Mathieu Amalric, basato sul romanzo omonimo di Georges Simenon del 1964.

## Trama
Julien Gahyde è un uomo sposato di mezza età, che ha allacciato una relazione adulterina con una ex compagna di scuola, rincontrata una volta tornato a vivere nel paese natale, dopo un'assenza di 15 anni. L'uomo ha avviato un’attività privata che gli permette di vivere una vita tranquilla e dignitosa in una bella casa, insieme alla moglie Delphine e alla figlia Suzanne.
A rompere la solita routine domestica, è la camera azzurra: una stanza dell'Hotel de la Gare nella quale incontra l'amante Esther Despierre, anche lei sposata. Il rapporto clandestino è vissuto in maniera diversa dai due: Julien vive l'avventura extraconiugale godendo del trasporto fisico e passionale, ma senza pensare a intaccare la propria vita familiare. Esther, invece, è completamente assorbita nel pensiero amoroso tanto da immaginare già un futuro di coppia. Gli chiede: «Ti piacerebbe passare con me il resto della tua vita?». Ella ripete molte volte la domanda, quasi ossessivamente, pur consapevole dell'esistenza degli ostacoli, rappresentati dai rispettivi ignari coniugi. Lui, per non rischiare di essere colto in flagrante, fugge. Lei persevera e continua a portare avanti il suo progetto inviandogli lettere che lui riceve con angoscia e paura: dopo averle lette, le brucia subito. La vita di Julien prosegue apparentemente normale, tra impegni lavorativi e familiari.
Il film segue gli interrogatori ai quali l'uomo, incarcerato, viene sottoposto di continuo - con investigatori, giudice, psicologo - nei quali la sua vita privata viene sezionata, messa in mostra e passata al setaccio, rievocata nei particolari, anche quelli più scabrosi e intimi. Inframmezzati, i flashback che ricostruiscono i momenti che hanno preceduto la tragedia. Intanto, Nicholas Despierre, il marito farmacista di Esther, muore. Dopo due mesi, Julien va alla farmacia di Esther per prendere una medicina, ritirando anche una confezione di confetture di prugne fatte in casa, che solo la moglie Delphine mangia.
La vita di Julien cambia tragicamente da un momento all’altro. Tornato a casa la sera, dopo una giornata di lavoro, scopre che la moglie è stata avvelenata, della cui morte viene subito accusato dai poliziotti intervenuti. È la marmellata avvelenata ad averla uccisa. Anche la morte del marito di Esther appare ora sospetta e viene riconsiderata: una volta riesumato il cadavere, la causa della morte viene catalogata come avvelenamento tramite l'uso di digitale. Nel processo che li vede imputati, i due ex amanti sono accusati di aver pianificato il duplice omicidio per ottenere la libertà dai rispettivi coniugi. Gli amanti sono ormai divisi: in Esther, Julien vede solamente una donna che gli ha rovinato la vita, ormai tacciato come complice di una diabolica assassina. Mentre la donna ostenta e dichiara il proprio amore ossessivo per lui, precedente anche all'inizio della loro relazione. I due sono condannati al carcere a vita.